# 永遠の明日
「永遠の明日」（えいえんのあした）は、2008年12月10日に発売されたDEENの34thシングルである。

## 作品解説
クラシックシリーズをはさんだ前作「ダイヤモンド」から、約2年4か月ぶりのシングル。表題曲の「永遠の明日」は、ニンテンドーDS用ゲームソフト『テイルズ オブ ハーツ』のテーマソングとなっており、1997年発売の「夢であるように」から約11年ぶりの『テイルズ オブ』シリーズへの提供曲である。また、カップリング曲には「遠い夏の夢」と共に『テイルズ オブ デスティニー』で使用された「夢であるように 〜テイルズ オブ デスティニーVersion〜」が収録されており、初のCD音源化となった。
初回限定盤と通常盤の2種類で発売されており、初回限定盤には「永遠の明日」の2バージョンのビデオクリップと『テイルズ オブ デスティニー』のオープニングアニメが収録されたDVDが付属している。
2005年発売の「このまま君だけを奪い去りたい/翼を広げて」以来約3年ぶり、通算16作目となるオリコン週間チャートトップ10入りを果たした。

## 収録曲

### CD
全作詞：池森秀一
1. 永遠の明日（4分52秒）
作曲：池森秀一
編曲：DEEN&時乗浩一郎
ニンテンドーDS用ソフト『テイルズ オブ ハーツ』テーマソング
2. 遠い夏の夢（3分35秒）
作曲：池森秀一
編曲：DEEN&時乗浩一郎
3. 夢であるように 〜テイルズ オブ デスティニーVersion〜（2分3秒）
作曲：DEEN
編曲：池田大介
プレイステーション用ソフト『テイルズ オブ デスティニー』テーマソング
4. 永遠の明日 〈off vocal version〉（4分52秒）
5. 遠い夏の夢 〈off vocal version〉（3分35秒）

### DVD（初回限定盤のみ）
1. 永遠の明日（"テイルズ オブ ハーツ"Version -Animation type-）（Video Clip）
2. 永遠の明日（"テイルズ オブ ハーツ"Version -CG type-）（Video Clip）
3. "テイルズ オブ ディスティニー" オープニング･アニメーション･ムービー

## 収録アルバム
- DEEN NEXT STAGE（#1 シングル・バージョン、バラード・バージョン）[4]
- Ballads in Blue II〜The greatest hits of DEEN〜（#1 バラード・バージョン）（初回生産限定盤のみ）[5]
- DEENAGE MEMORY -20周年記念ベストアルバム-（#1）[6]
- Another Side Memories〜Precious Best II〜（#2）[7]